# A Gasoline Engagement
A Gasoline Engagement est un film muet américain réalisé par Thomas H. Ince et sorti en 1911.

## Fiche technique
- Titre original : A Gasoline Engagement
- Réalisation : Thomas H. Ince
- Production : Carl Laemmle
- Société de production : Independent Moving Picture Company
- Société de distribution : Motion Picture Distributors and Sales Company
- Pays d'origine :  États-Unis
- Langue originale : anglais
- Format : noir et blanc — 35 mm — 1,37:1 — Film muet
- Genre : Comédie
- Durée : une bobine
- Date de sortie :  États-Unis : 10 juillet 1911
- Licence : Domaine public

## Distribution
- Mary Pickford : Flora Powell
- Owen Moore : Arthur Lennox
- George Loane Tucker : Révérend John Maxwell
- William Robert Daly : Mr Powell